# Kolonin New Haven
Kolonin New Haven (engelska: New Haven Colony) var en engelsk besittning i Nordamerika. Den grundades 1639, och upphörde 1665.

### Fotnoter
1. ↑  ”Connecticut” (på engelska). World Statesmen. http://www.worldstatesmen.org/US_states_A-D.html#Connecticut. Läst 28 maj 2013.